# Maclean Strait
Die Maclean Strait ist eine natürliche Wasserstraße durch den Kanadisch-arktischen Archipel im Territorium von Nunavut. Sie trennt die Findlay-Gruppe (im Südwesten) von Ellef Ringnes Island und King Christian Island (im Nordosten).